# 巴伐利亞的皮烏斯·奧古斯特
巴伐利亞的皮烏斯·奧古斯特（德語：Pius August in Bayern，1786年8月1日—1837年8月3日），巴伐利亞的公爵，屬於維特爾斯巴赫王朝的幼支。

## 家庭
1807年，皮烏斯·奧古斯特與阿梅莉·路易絲·達倫貝格結婚，兩人的獨子馬克西米利安·約瑟夫於隔年出生。